# Zentsūji
Zentsūji è una città giapponese della prefettura di Kagawa.